# 공병주
공병주(孔炳柱, 1970년 5월 10일 ~ )는 대한민국의 바둑 기사이다.

## 약력
광주 출신으로 홍종현 사범에게 바둑을 배웠고 1988년 입단했다. 1990년 제5기 신왕전 본선에 진출했다. 1994년 3단을 거쳐 2003년 2월에 개정된 승단규정에 의해 4단으로 승단하였다. 1990년 제5기 신왕전 본선에 진출했다. 2016년 4월, 5단으로 승단했다.